# Portugal Deluxe 2
Portugal Deluxe 2 é uma colectânea  de música ligeira portuguesa de 1988, compilada por Pedro Tenreiro.

## Faixas
1. Fever / Teresa
2. Upa neguinho / Duo Ouro Negro
3. Outra vez / Bossa Jazz 3
4. Fúria de viver / Orquestra Thilo Krassmann
5. É tão bom amar / António Calvário e Madalena Iglésias
6. Exodus / Shegundo Galarza e Seu Conjunto
7. Coimbra menina e moça / Conjunto Mistério
8. O vento mudou / Grande Orquestra de Luís Gomes
9. Papa's got a brand new bag / Quinteto Académico
10. Poco pelo / Thilo's Combo
11. Cantiga / Thilo's Combo
12. Samba triste / Conjunto Roger Sarbib
13. Simpatia / Shegundo Galarza e Seu Conjunto
14. Judy in disguise / Quinteto Académico
15. For me formidable / Orquestra Jorge Costa Pinto
16. Tema 13 / Thilo's Combo
17. Mirza / Thilo's Combo

## Curiosidades
"Lisboa à noite" de Teresa, tema da compilação "Portugal Deluxe, vol. 1" foi escolhido pelos Thievery Corporation para ser incluído na compilação "Eighteenth Street Lounge - The Soundtrack, vol. II".